# 푸탈람구

푸탈람 구

푸탈람구(싱할라어: පුත්තලම දිස්ත්‍රික්කය, 타밀어: புத்தளம் மாவட்டம்)는 스리랑카를 구성하는 25개 구 가운데 하나로 행정 중심지는 푸탈람이며 면적은 3,072km2, 인구는 760,778명(2012년 기준)이다. 행정 구역상으로는 북서부 주에 속한다.

## 같이 보기
- 스리랑카의 구